# Trata, Škofja Loka
Trata je naselje v Občini Škofja Loka.